# Grossos
Grossos è un comune del Brasile nello Stato del Rio Grande do Norte, parte della mesoregione dell'Oeste Potiguar e della microregione di Mossoró.